# متن ترانه

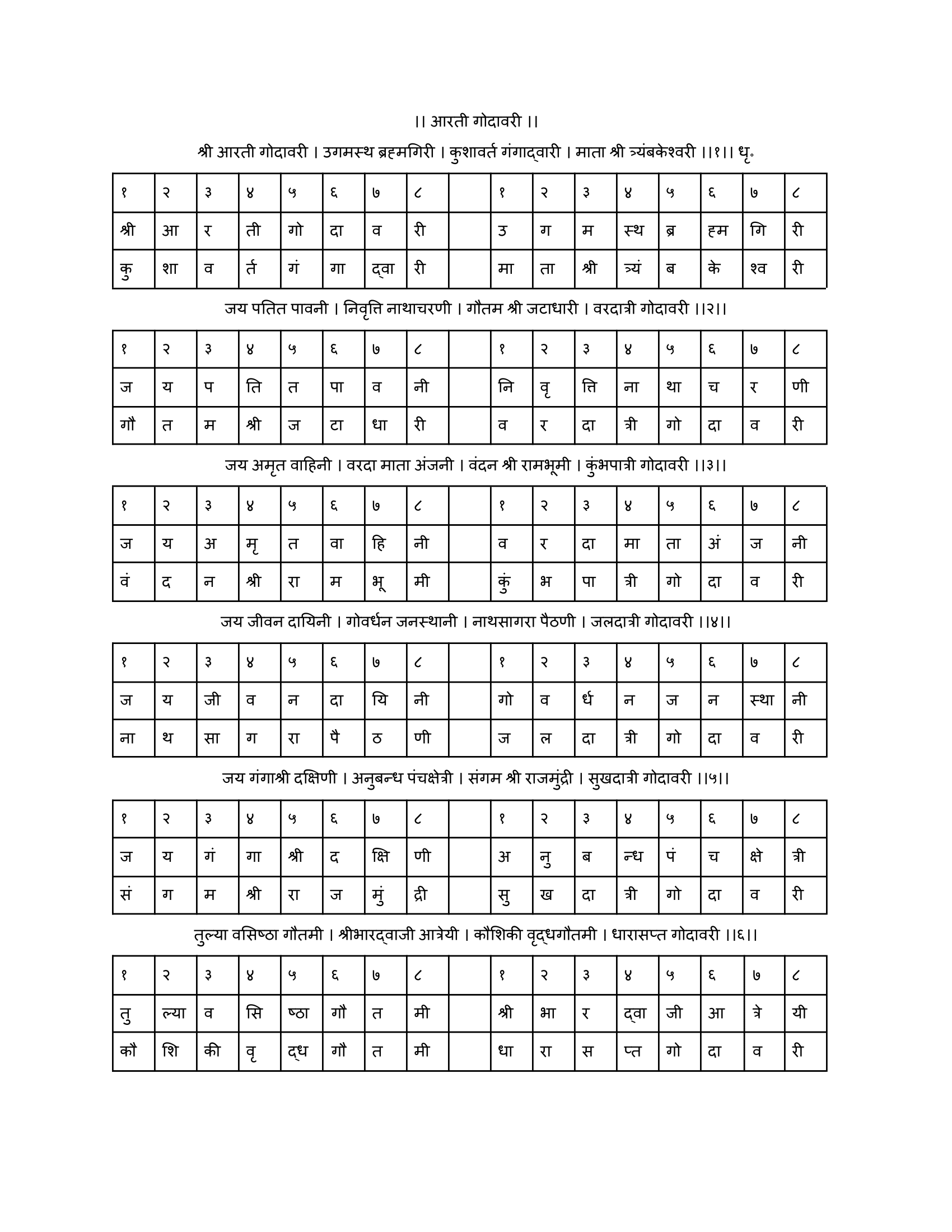
متن ترانه

متن ترانه یا لیریکس (به انگلیسی: Lyrics) به واژگانی گفته می‌شود که یک ترانه را می‌سازند و معمولاً از ابیات و بند برگردان‌ها تشکیل شده است. به نویسندهٔ متن یک ترانه ترانه‌سرا گفته می‌شود. به متن یک قطعه موسیقی گسترده مانند اپرا، لیبرتو گفته می‌شود. مفهوم یک ترانه می‌تواند صریح یا ضمنی باشد. برخی ترانه‌ها انتزاعی و از بابت معنایی غامض هستند که در این موارد، اکتشاف آن‌ها منجر به تأکید بر فرم موسیقایی، جمله‌بندی قطعهٔ موسیقایی، وزن شعر و تقارن بیان می‌گردد.